# Qaumii salaam
Qaumii salaam (traslitterato dal maldiviano ޤައުމީ ސަލާމް, «Saluto nazionale») è l'inno nazionale delle Maldive. Il testo è stato scritto da Muhammad Jameel Didi nel 1948, mentre la musica è stata composta da Pandith Amaradeva nel 1972. 

## Testo
Lingua maldiviana
ޤައުމީ މިއެކުވެރިކަން މަތީ ތިބެގެން ކުރީމެ ސަލާމް
ޤައުމީ ބަހުން ގިނަހެޔޮ ދުޢާ ކުރަމުން ކުރީމެ ސަލާމް
ޤައުމީ ނިޝާނަށް ޙުރުމަތާއެކު ބޯލަނބައި ތިބެގެން
އައުދާނަކަން ލިބިގެން އެވާ ދިދައަށް ކުރީމެ ސަލާމް
ނަސްރާ ނަސީބާ ކާމިޔާބުގެ ރަމްޒަކަށް ހިމެނޭ
ފެއްސާއި ރަތާއި ހުދާ އެކީ ފެނުމުން ކުރީމެ ސަލާމް
ފަޚްރާ ޝަރަފް ގައުމަށް އެހޯދައިދެއްވި ބަތަލުންނަށް
ޒިކްރާގެ މަތިވެރި ޅެންތަކުން އަދުގައި ކުރީމެ ސަލާމް
ދިވެހީންގެ އުންމެން ކުރި އަރައި ސިލްމާ ސަލާމަތުގައި
ދިވެހީންގެ ނަން މޮޅުވުން އަދައި ތިބެގެން ކުރީމެ ސަލާމް
މިނިވަންކަމާ މަދަނިއްޔަތާ ލިބިގެން މިޢާލަމުގާ
ދިނިގެން ހިތާމަތަކުން ތިބުން އެދިގެން ކުރީމެ ސަލާމް
ދީނާއި ވެރިންނަށް ހެޔޮހިތުން ހުރުމަތް އަދާކުރަމުން
ސީދާ ވަފާތެރިކަންމަތީ ތިބެގެން ކުރީމެ ސަލާމް
ދައުލަތުގެ އަބުރާ ޢިއްޒަތާ މަތިވެރިވެގެން އަބަދަށް
އައުދާނަވުން އެދި ހެޔޮދުޢާ ކުރަމުން ކުރީމެ ސަލާމް
Traslitterazione
Qaumee mi ekuverikan mathee thibegen kureeme salaam.
Qaumee bahun gina heyo dhu'aa kuramun kureeme salaam.
Qaumee nishaanah hurumathaa eku boalan'bai thibegen,
Audhaa nakan libigen e vaa dhidha ah kureeme salaam.
Nasraa naseebaa kaamiyaabu ge ramzakah himeney,
Fessaa rathaai hudhaa ekee fenumun kureeme salaam.
Fakhraa sharaf gaumah e hoadhai dhevvi bathalunnah,
Zikraage mathiveri lhenthakun adhugai kureeme salaam.
Dhiveheenge ummen kuri arai silmaa salaamathugaa,
Dhiveheenge nan molhu vun adhai thibegen kureeme salaam.
Minivankamaa madhaniyyathaa libigen mi 'aalamugaa,
Dhinigen hithaama thakun thibun edhigen kureeme salaam.
Dheenaai verinnah heyo hithun hurumay adhaa kuramun,
Seedhaa vafaatherikan mathee thibegen kureeme salaam.
Dhaulathuge aburaa 'izzathaa mathiveri vegen abadhah,
Audhaana vun edhi heyo dhu'aa kuramun kureeme salaam.

## Traduzione
Ci salutiamo in questa unità nazionale. 
Vi salutiamo, con tanti auguri nella lingua nazionale, 
Piegando la testa rispetto al simbolo nazionale. 
Noi salutiamo la bandiera che ha una grande forza; 
Essa appartiene alla sfera della vittoria, della fortuna e del successo
Con i suoi verde, rosso e nero insieme, e quindi la salutiamo. 
Per quegli eroi che cercavano onore e orgoglio per la nazione 
Diamo saluto oggi in versi di buon auspicio nella memoria. 
Che il popolo dei maldiviani avanzi sotto buona sorte e protezione 
E il nome dei maldiviani diventi grande. 
Vogliamo per loro la libertà e il progresso in questo mondo
E per loro la libertà dal dolore, e così ci salutiamo. 
Nel pieno rispetto e la benedizione sincera verso la religione e i nostri leader, 
Ci salutiamo in rettitudine e in verità. 
Che lo Stato abbia sempre l'onore, il buon auspicio e il rispetto. 
Con gli auguri per la tua forza, di continuare, ci salutiamo.